# Can Brasó
Can Brasó fou una masia al barri de la Vall d'Hebron, al districte d'Horta-Guinardó de Barcelona, situada al costat de can Rossell, entre el camí de Sant Cebrià i el monestir de les Mares Mínimes, limitant amb la riera de la Clota. Actualment, hi ha els jardins de Can Brasó.

## Història i descripció
El 1762, Felicià Brasó va adquirir una peca de terra amb una casa al monestir de Sant Jeroni de la Vall d'Hebron. Entre els anys 1736 i 1819, els Brasó van ocupar diversos càrrecs a l'Ajuntament d'Horta i també van ser masovers de Can Safont a Sant Genís dels Agudells.
Era una petita masia amb baixos i un pis, i el 1846 la finca va quedar reduïda a mitja mujada de terra després de vendre dos trossos de 13.140 i 21.054 pams quadrats. Can Brasó va ser enderrocada el 1967 per a la construcció dels blocs del parc de la Vall d'Hebron.